# Scott Barry Kaufman
Pour les articles homonymes, voir Kaufman.
Scott Barry Kaufman, né en 1979, est un essayiste et vulgarisateur américain, spécialiste des sciences cognitives. Il tient le The Psychology Podcast. 

## Biographie
Ses écrits et ses recherches portent sur l'intelligence, la créativité et le potentiel humain. Il est notamment connu pour sa tentative de redéfinir le concept d'intelligence,. Kaufman est fondateur et directeur du Center for Human Potential. Il figure parmi les 20 spécialistes de l'intelligence les plus cités.
Kaufman a également écrit un certain nombre de livres et gère le podcast The Psychology Podcast. En 2015, il est nommé comme l'un des « 50 scientifiques révolutionnaires qui changent notre façon de voir le monde » par Business Insider.